# 西バローチー語
西バローチー語（にしバローチーご、英: Western Balochi）は西イラン語群に属する言語である。パキスタンのバローチスターン州北西部、アフガニスタンのニームルーズ州、ヘルマンド州、カンダハール州、イランのスィースターン・バルーチェスターン州北部、ケルマーン州東部（Rigan County、Fahraj County）、南ホラーサーン州北東部で話されている。トルクメニスタンの一部にも話者がいる。

## 言語名別称
- 西部バローチー語
- Baloci
- Baluchi
- Baluci

## 方言
- Lashari
- Rakhshani (Raxshani)
- Sarawani